# 無限遠
無限遠（むげんえん）とは、カメラのレンズなど、光学系において、それ以降、ピント調節が不要となる距離。焦点距離に比例するため、広角レンズは近く、望遠レンズは遠い。無限を意味する記号、∞で表す。
完全な水平光であればいかなる光学系でも無限遠となるため、メーカーによる製造時や修理時はコリメーターを使って調整するが、実用上の目安としては、焦点距離の2000倍以上の距離があれば無限遠と見なすことができる。